# Dakosaurus
Den forhistoriske Dakosaurus andiniensis, med kælenavnet "Godzilla", er en krokodille fra den sene juratid i Sydamerika. De første fossildele af den blev opdaget 1996 (i Argentinas fossilrige Neuquén Basin), og en omhyggelig undersøgelse af kraniets karaktertræk peger på at det er en krokodille, selvom det minder om et dinosaurhoved.
I modsætning til andre forhistoriske pelagiske krokodiller har Dakosaurus en kraftig, (45 cm) bred snude med 52 store (ca. 10 cm) indbyrdes låsende, savtakkede tænder. Denne snudestruktur står i modsætning til den moderne krokodille, som er "prydet" med en lang tynd snude med mange små tænder.
Dakosaurus havde sandsynligvis fire padlelignende lemmer og en lang flad hale til fremdrift ligesom de andre havgående krokodiller (metriorhynchids). Dens bytte har sandsynligvis inkluderet Ichthyosaur og Plesiosaur.
Dens gab har været dårligt tilpasset til at fange fisk, så den har mest sandsynligt været en af de øverste rovdyr ligesom moderne spækhuggere. Videnskabsfolk har estimeret dens længde, med dens 80 cm kranie, til at have været omkring 4–6 meter.